# Ontologia superior
Na ciência da informação, ontologia superior  (em inglês:  upper ontology) é uma ontologia que inclui os termos gerais - por exemplo, "objeto", "propriedade", "relacional" - relevantes para diversas áreas do conhecimento. Uma função importante da ontologia superior é apoiar a interoperabilidade semântica de ontologias relacionadas a algum assunto, criando um ponto de partida comum. Os termos de cada ontologias específica, então, estão subordinados aos termos da ontologia superior. 
Existem diversos projetos de ontologias superiores. Qualquer um desses projetos pode ser considerado uma implementação computacional da filosofia natural - um método empírico de pesquisa dentro da estrutura da ontologia física .   

## Implementações conhecidas
- Basic Formal Ontology[1]
- BORO[2]
- CIDOC Conceptual Reference Model[3]
- COSMO
- Cyc[4]
- DOLCE
- General Formal Ontology[5]
- gist
- IDEAS
- ISO 15926[6]
- MarineTLO
- PROTON
- SUMO (Suggested Upper Merged Ontology)
- UMBEL[7]
- UFO (Unified Foundational Ontology)
- WordNet[8]
- YAMATO (Yet Another More Advanced Top Ontology)